# Грюнштейн, Карл Иванович
Карл Иванович Грюнштейн (1886—1936) — революционер и участник Гражданской войны, член Реввоенсовета 5-й армии РККА.

## Биография
Родился в семье немца-колониста и латышки. Большевик с 1904, участник революционного движения в Латвии. В 1906 осуждён на 4 года каторжных работ на рудниках Акатуя в Забайкалье. Бежал во Францию, стал членом парижской секции большевиков. В годы Гражданской войны находился в Красной армии на военно-политических и командных должностях, был военным комиссаром 27-й стрелковой дивизии, членом РВС 5-й армии с 4 сентября 1919 до 18 июня 1920), членом РВС 4-й армии с 12 по 22 октября 1920, начальником 5-й и 55-й дивизий. Освобождал Красноярск от Колчака, воевал против Врангеля, Махно на польском фронте, против Унгерна в Забайкалье. После Гражданской войны в Москве: начальник снабжения Московского военного округа, комиссар главного управления снабжения РККА. С 1923 года — начальник и комиссар 1-й военной школы лётчиков Севастополя. В 1927 начальник школы ВВС РККА. Проживал в Москве по адресу Телеграфный переулок, дом 9, квартира 10.
Став начальником авиационной школы, Карл Иванович в свои шестьдесят лет решил научиться летать. В первый день «рулёжка» у него прошла благополучно. На другой же день управляемый им «Моран-Парасоль» показал свой норов. Он опрокинулся на совершенно ровном месте. Грюнштейн отделался испугом да ушибами… Добрые воспоминания оставил у нас начальник школы Карл Иванович Грюнштейн. В лётном деле он разбирался не очень. Зато организатором оказался деловитым. Он строго следил за ходом учебного процесса. Создав при школе подсобное хозяйство, Карл Иванович проявлял заботу и о питании курсантов.

### Репрессии
Участвовал в объединённой оппозиции, в 1926—1927 член «Всесоюзного троцкистского центра», ведал его подпольной техникой и руководил подпольной типографией в Московской области. В конце 1927 был арестован, исключён из ВКП(б), решением Особого совещания при ОГПУ СССР от 13 января 1928 приговорён к 3 годам ссылки. Сослан в Чердынь (по другим сведениям, в посёлок Верхокамье Уральской области). В ссылке продолжил троцкистскую работу и вновь арестован. 3 декабря 1930 приговорён Особым совещанием при ОГПУ к ссылке в Башкирию на остаток срока. В 1931 после отбытия ссылки жил в Саратове, где вновь связался с известным троцкистом И. Н. Смирновым для продолжения борьбы. В марте 1932 у него при обыске изъяты текст платформы оппозиции и статья Л. Д. Троцкого «На новом этапе». 16 апреля 1933 Особым совещанием при ОГПУ СССР сослан на 3 года в Среднюю Азию. Однако вскоре подал покаянное заявление и был возвращён в Москву и восстановлен в партии. Работал заместителем директора по снабжению завода № 39 имени В. Р. Менжинского НКТП СССР.
На момент ареста числился агрономом в Северном краевом земельном управлении. Арестован в ночь с 31 марта на 1 апреля 1936. Осуждён ВКВС СССР 4 октября 1936 по обвинению в контрреволюционной террористической деятельности к ВМН, расстрелян на следующий день. Захоронен на Донском кладбище. Реабилитирован посмертно 5 марта 1959 года определением Военной коллегии Верховного суда СССР.